# Dubino
Dubino é uma comuna italiana da região da Lombardia, província de Sondrio, com cerca de 3.159 habitantes. Estende-se por uma área de 13 km², tendo uma densidade populacional de 243 hab/km². Faz fronteira com Andalo Valtellino, Cino, Delebio, Gera Lario (CO), Mantello, Novate Mezzola, Piantedo, Sorico (CO), Verceia.

## Demografia
| Variação demográfica do município entre 1861 e 2011                               |
|                                                                                   |
| Fonte: Istituto Nazionale di Statistica (ISTAT) - Elaboração gráfica da Wikipedia |